# Nhà thờ Thánh Nicholas Giám mục ở Bánovce nad Bebravou
Nhà thờ Thánh Nicholas Giám mục ở Bánovce nad Bebravou (tiếng Slovakia: Kostol svätého Mikuláša Biskupa v Bánovce nad Bebravou) là một nhà thờ được xây dựng theo phong cách kiến trúc Gothic, tọa lạc trên một ngọn đồi ở phía đông bắc của thị trấn Bánovce nad Bebravou, vùng Trenčín, Slovakia. Vào ngày 28 tháng 5 năm 1963, nhà thờ này được ghi danh vào Danh sách Di tích Trung ương.

## Lịch sử
Nhà thờ Thánh Nicholas Giám mục ở Bánovce nad Bebravou được Giám mục Mikuláš của Nitra khởi xướng xây dựng vào năm 1149. Công cuộc xây dựng nhà thờ này hoàn thành cũng có sự đóng góp của Giám mục Eduard và sự giúp đỡ của Tổng giám mục Jób.
Trong thời kỳ đạo Tin lành mở rộng từ giữa thế kỷ 16 đến nửa sau thế kỷ 17, giáo dân Tin lành đã cử hành phụng vụ tại ngôi nhà thờ này. Từ năm 1709, nhà thờ mới được trả lại cho Giáo hội Công giáo.
Bục giảng và phần mở rộng theo phong cách kiến trúc Baroque của nhà thờ này có niên đại từ thời kỳ Phục hưng, cụ thể là vào cuối thế kỷ 17. Vào năm 1808, gian giữa và tòa tháp chuông của nhà thờ được xây dựng lại.